# Medalha "Por Mérito Militar"
A Medalha "Por Mérito Militar" (em russo:  Медаль «За боевые заслуги», transl. Medal'yu «Za boyevyye zaslugi») foi uma medalha militar soviética concedida por "ação de combate resultando em sucesso militar", "defesa corajosa das fronteiras do estado" ou " treinamento e preparação militar e política bem-sucedidos".
Foi criada em 17 de outubro de 1938 por decisão do Presidium do Soviete Supremo da União Soviética. Como a Medalha "Pela Coragem", seu status foi revisado para evitar que a medalha fosse dada por anos de serviço (uma prática que era comum na URSS) em vez de bravura real durante uma batalha.

## História
A medalha foi estabelecida pelo Decreto do Presidium do Soviete Supremo da URSS datado de 17 de outubro de 1938 “Sobre o estabelecimento da medalha "Por Mérito de Batalha” . O Regulamento da medalha declara: “A Medalha "Por Mérito de Batalha" é concedida a militares de base, comando e equipe de comando do Exército Vermelho Operário e Camponês, da Marinha e das Tropas da Guarda de Fronteira, bem como a pessoas que não são membros do Exército Vermelho Operário e Camponês, da Marinha e das Tropas da Guarda de Fronteira, que, na luta contra os inimigos do estado soviético, por meio de suas ações hábeis, proativas e corajosas, envolvendo risco de suas vidas, contribuíram para o sucesso das operações militares na frente. ”
A medalha foi concedida a indivíduos ilustres:
- por ações hábeis, proativas e corajosas em batalha que contribuíram para a conclusão bem-sucedida de missões de combate por uma unidade ou subdivisão militar;
- pela coragem demonstrada na defesa da fronteira estatal da URSS;
- por excelentes realizações em combate e treinamento político, no domínio de novos equipamentos militares e na manutenção de alta prontidão de combate de unidades militares e suas subdivisões e por outros méritos durante o serviço militar ativo;
- pelo desempenho exemplar das missões de combate do comando na frente de batalha contra os invasores alemães.

As regras para o uso da medalha, a cor da fita e sua colocação na barra de premiação foram aprovadas pelo Decreto do Presidium do Soviete Supremo da URSS “Sobre a aprovação de amostras e descrições de fitas para ordens e medalhas da URSS e as Regras para o uso de ordens, medalhas, fitas de ordens e insígnias” datado de 19 de junho de 1943 . De 4 de junho de 1944 a 14 de setembro de 1957, a Medalha “Por Mérito de Batalha” também foi concedida por dez anos de serviço nas fileiras do Exército Vermelho, da Marinha, das agências de assuntos internos e da segurança do Estado .

## Agraciamento

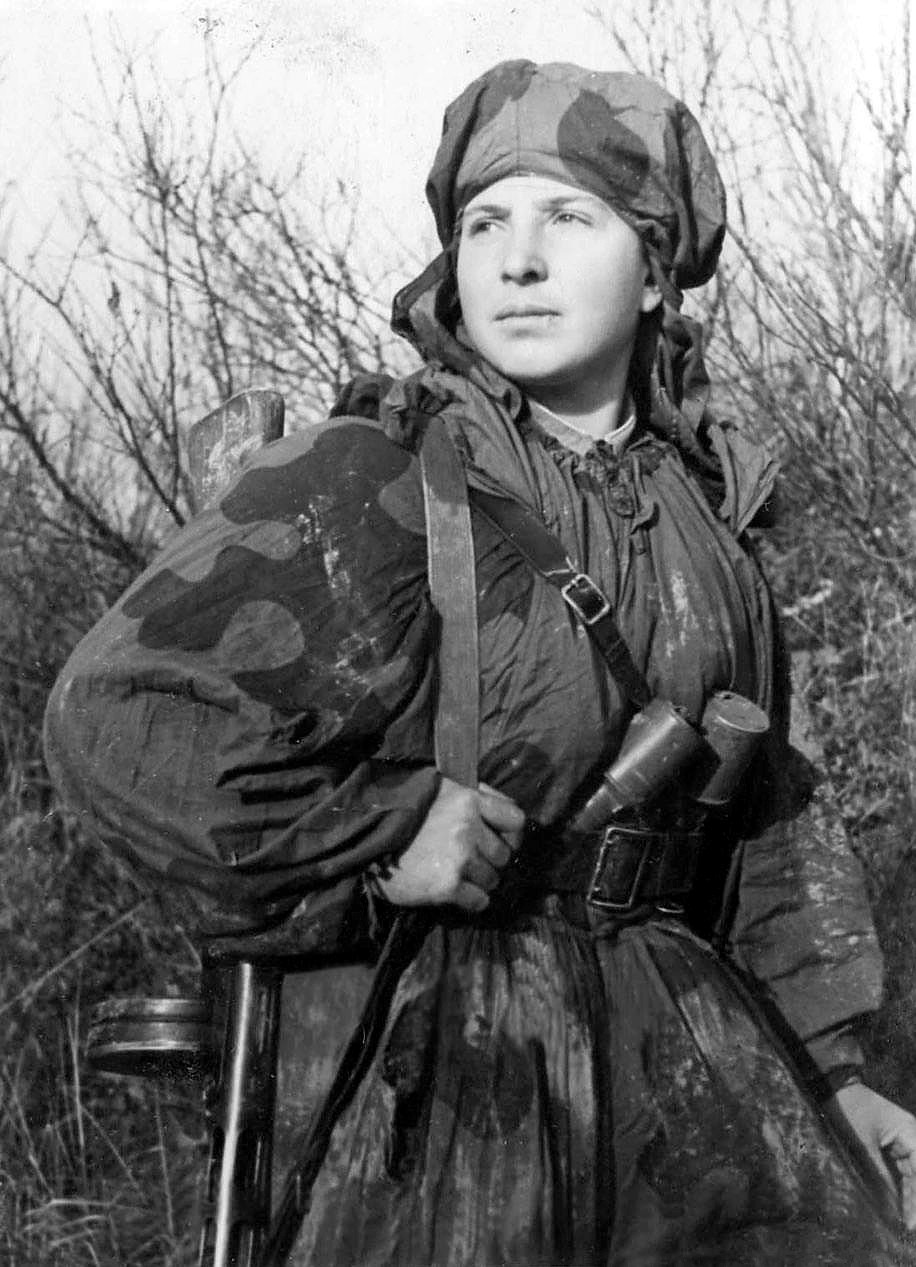
A ordenança médica Alexandra Andreevna Dneprovskaya, do pelotão de reconhecimento do 325º Batalhão de Engenharia Separado do 55º Exército da Frente de Leningrado, em 24 de outubro de 1942. Ela foi condecorada com a Medalha "Por Mérito Militar" por resgatar e carregar, sob fogo inimigo, 54 soldados e comandantes feridos do campo de batalha, 22 deles com suas armas.

O primeiro prêmio foi concedido pelo Decreto do Presidium do Soviete Supremo da URSS em 19 de outubro de 1938 (por “cumprimento exemplar de tarefas governamentais especiais para fortalecer o poder defensivo da União Soviética e por sucessos e realizações notáveis no combate, treinamento político e técnico de unidades, subdivisões e partes do Exército Vermelho dos Trabalhadores e Camponeses e das tropas do NKVD”), segundo o qual 168 militares foram premiados com medalhas . A Medalha nº 1 foi concedida a Lev Vasilevsky, participante da Guerra Civil Espanhola que, como parte do grupo de reconhecimento e sabotagem do Departamento de Relações Exteriores (inteligência) do NKVD da URSS.
Pelo desempenho exemplar de missões de combate, pela bravura e coragem demonstradas durante a defesa da região do Lago Khasan, pelo Decreto do Presidium do Soviete Supremo da URSS de 25 de outubro de 1938, foram concedidos 1.159 prêmios  .
Pelo Decreto do Presidium do Soviete Supremo da URSS de 14 de novembro de 1938, 248 pessoas foram agraciadas com a medalha . Pelo excelente desempenho de missões de combate no Extremo Oriente, pelo Decreto do Presidium do Soviete Supremo da URSS de 19 de janeiro de 1939, 39 pessoas foram agraciadas com a medalha .
Pelos feitos realizados durante as batalhas na região do rio Khalkhin-Gol , 2.901 pessoas foram condecoradas com medalhas, e pela Guerra Soviético-Finlandesa , 14.969 pessoas . No total, até junho de 1941, a medalha havia sido concedida a aproximadamente 21 mil pessoas.  Durante a Grande Guerra Patriótica, a medalha foi concedida mais de 3.000.000 de vezes. Até 1º de janeiro de 1995, a Medalha "Por Mérito de Batalha" havia sido concedida 5.210.078 vezes.

## Características

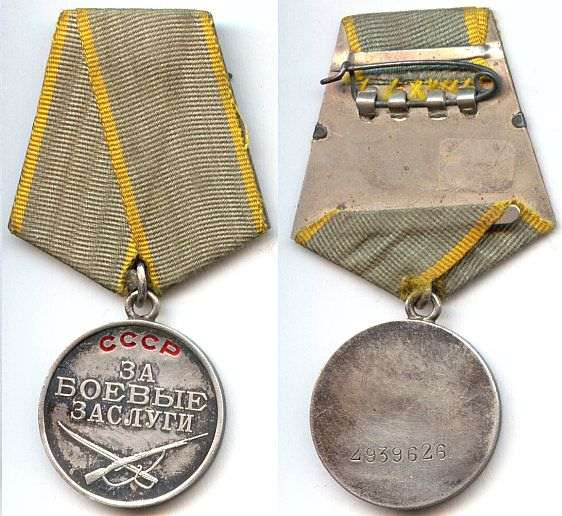
Anverso e reverso da medalha.

A medalha "Por Mérito de Batalha" tem o formato circular com um diâmetro de 31-32,5 mm (dependendo do ano de emissão). A parte frontal da medalha é delimitada por uma borda de 1 mm de largura e 0,25 mm de altura. O verso da medalha é liso. Até 1947, o número de série era colocado no verso da medalha. No entanto, de acordo com o parágrafo 8 do Protocolo nº 176 do Secretariado do Presidium do Soviete Supremo da URSS datado de 30 de janeiro de 1947, “a produção posterior de medalhas da URSS, com exceção da medalha Estrela de Ouro do Herói da União Soviética e da medalha Martelo e Foice do Herói do Trabalho Socialista, é realizada sem a aplicação de um número”. O ilhó dessas medalhas era estampado junto com o medalhão.
A medalha é conectada por meio de um ilhó e um anel a um bloco pentagonal de prata 925 coberto com uma fita moiré de seda cinza com duas listras douradas longitudinais ao longo das bordas, de 2 mm de largura, a fita tem 24 mm de largura.
Até o outono de 1943, a medalha era concedida em um bloco retangular coberto com uma fita vermelha.
Anverso
Na parte frontal da medalha, na parte superior ao longo da circunferência, está a inscrição “URSS” em letras recuadas cobertas com esmalte vermelho-rubi. A largura da inscrição “URSS” é de 6 mm, a altura das letras é de 2,5 mm. Na parte central há uma inscrição em relevo de três linhas: “POR MÉRITO MILITAR”. A altura das letras é de 3 mm. Abaixo da inscrição há uma imagem em relevo de um rifle com uma baioneta fixa e uma tira solta, cruzada com um sabre. O comprimento do rifle com baioneta é de 23 mm, o do sabre é de 20 mm.

## Reputação controversa
A medalha tinha uma reputação controversa e às vezes era alvo de piadas obscenas. Havia um preconceito parcialmente justificado de que era concedido às “esposas de campanha”. Como resultado, após a guerra, muitas mulheres ficaram envergonhadas de usar este prêmio abertamente.

Agora, depois de muitos anos, muitos episódios que pareciam insignificantes na época estão cheios de significado e, embora não haja nenhum heroísmo particular neles, você entende que foi o cumprimento do dever de um soldado. Embora eu não me considere uma heroína em particular. Pela entrega ininterrupta de correspondência na cabeça de ponte, fui condecorado com a Medalha de Coragem. Por transportar os feridos do campo de batalha, recebi a medalha "Por Mérito Militar". Essas são as duas condecorações mais simples, caras e honestas para soldados, do meu ponto de vista.— Irina Vladimirovna Yavorskaya, instrutora médica